# Lug (Živinice, BiH)
Lug je naseljeno mjesto u sastavu općine Živinice, Federacija Bosne i Hercegovine, BiH. Mjesto je naseljeno Hrvatima.
Najveće je hrvatsko selo u općini Živinice i okruženo je nizom manjih.

## Katolička crkva
Pripada živiničkoj župi sv. Ivana Krstitelja.

## Povijest
U Lugu su pripadnici HVO-a iz bojne Živinički sokolovi iz 115. brigade HVO započeli otpor velikosrpskoj agresiji. Lug je stradao u velikosrpskoj agresiji. Početkom rata pripadnici 115. brigade HVO "Zrinski" zarobili su na Sprečkom mostu časnike JNA, poslije čega je uslijedila osveta avijacije JRV koji su s aerodroma Dubrave bombardirali Lug. 1996. godine podignut je prvi spomenik poginulim pripadnicima HVO-u na području Federacije.
1. srpnja 2017. nepoznati su vandali nasrnuli na sveto mjesto živiničkih Hrvata, na spomen park HVO Živinički sokolovi u Lugu. Polupali su reflektore, stakla na obližnjoj kući, svijećnjake, svijeće pobacali, kantu s otpadom istresli na spomenik i napravili drugu materijalnu štetu.

## Znamenitosti
- Spomen park - spomen obilježja poginulim hrvatskim borcima[6] Spomenik se nalazi malo prije ulaska u Gornje Živinice. Spomenik je za dvadesetak palih branitelja Hrvatskog vijeća obrane koji su 1996. podigli živinički Hrvati.[2]

## Poznate osobe
- Ivo Andrić Lužanski, legendarni zapovjednik 115. brigade HVO "Zrinski"[7][3]

## Vanjske poveznice
- Fallingrain